# Vignaiolo
Il vignaiolo è un contadino che coltiva la vite e trasforma l'uva ottenuta in vino. A differenza del viticoltore, il vignaiolo non è un industriale, coltiva le sue vigne, vinifica la sua uva, imbottiglia il suo vino e cura personalmente la vendita dello stesso. 
I vignaioli sono impegnati quotidianamente in un processo che segue tutta la filiera di produzione, operano costantemente per custodire, tutelare e promuovere il territorio di appartenenza.

## Etimologia
Il termine “vignaiolo” deriva dalla parola “vigna”. Letteralmente vignaiuolo è colui che coltiva la vigna.

## Attività
Il vignaiolo deve avere in proprietà o gestire direttamente i vigneti, raccogliere l'uva, vinificarla direttamente presso la propria cantina e vendere il vino ottenuto direttamente. 
Il vignaiolo lavora principalmente le proprie uve acquistandone al massimo il 30% in caso di necessità estreme come calamità naturali che distruggono la produzione. Come definito nello statuto della Federazione Italiana Vignaioli Indipendenti.